# دان تراشتنبرغ
دان تراشتنبرغ (بالإنجليزية: Dan Trachtenberg)‏ هو مخرج ومضيف تدوين صوتي أمريكي. ولد في 11 مايو 1981 في فيلادلفيا، بنسلفانيا، الولايات المتحدة.

## فيلموغرافيا
أفلام
- 10 كلوفرفيلد لين (2016)
- جمجمة (سيتم الإعلان عنها)

تلفزيون
| عام  | عنوان         | تلاحظ                              |
| ---- | ------------- | ---------------------------------- |
| 2016 | مرآة سوداء    | الحلقة " Playtest "                |
| 2019 | الاولاد       | الحلقة "اسم اللعبة"                |
| 2021 | الرمز المفقود | الحلقة "الطيار" ؛ أيضا منتج تنفيذي |

## روابط خارجية
- دان تراشتنبرغ على موقع IMDb (الإنجليزية)
- دان تراشتنبرغ على موقع ألو سيني (الفرنسية)
- دان تراشتنبرغ على موقع أول موفي (الإنجليزية)
- دان تراشتنبرغ على موقع قاعدة بيانات الأفلام السويدية (السويدية)
- دان تراشتنبرغ على موقع قاعدة بيانات الفيلم (الإنجليزية)
- دان تراشتنبرغ على موقع كينوبويسك (الروسية)